# Eddie Bert
Eddie Bert (16 de mayo de 1922 - 27 de septiembre de 2012) fue un trombonista estadounidense de bebop jazz.
Es destacado en cientos de grabaciones y en numerosas como líder de varios sellos, entre ellos Savoy Records, Blue Note Trans-World, Jazztone y Discovery Records.

## Biografía
Bert nació en Yonkers, Nueva York. Su primer trabajo como músico fue en 1940 cuando se unió a Sam Donahue Orchestra, y luego a Red Norvo en 1941. Actuó continuamente con destacados músicos como Stan Kenton, Benny Goodman, Charles Mingus, Charlie Parker, Thelonious Monk, Tito Puente, Duke Ellington, Count Basie, Illinois Jacquet, Thad Jones-Mel Lewis Orchestra, Woody Herman y Charlie Barnett.
Bert continuó presentándose en shows con entradas totalmente vendidas hasta su muerte.

## Bandas and Orquestas
- T.S. Monk	1997-2000
- Bobby Short	1997-2001
- Duke Ellington Orchestra	1996
- George Gee	1991-2001
- Loren Shoenberg Orchestra	1986-2001
- Guy Lombardo's Royal Canadians 1997
- Rich Szabo Jazz Orchestra 1996-1998
- Tony Corpiscello	1995-1996
- Illinois Jacquet's Big Band	1994-1995
- Illinois Jacquet's Big Band	1984-1986
- Walt Levinsky's Great American Swing Orchestra	1987-1995
- John Lewis' The American Jazz Orchestra	1986-1992
- Galt MacDermott's New Pulse Jazz Band	1984-1986
- Lionel Hampton	1976-1980
- New York Jazz Repertory Company	1973-1978
- Toured Europe and Russia	1975-1976
- performed at Lincoln Center and Carnegie Hall	-
- Thad Jones - Mel Lewis Orchestra	1968-1972
- Bobby Rosengarden's Orchestra - Dick Cavett TV Show	1968-1972
- Thelonious Monk	1959
- Thelonious Monk	1964
- Thelonious Monk	1981
- Elliot Lawrence	1958-1968
- Charles Mingus	1955-1974
- Illinois Jacquet's Septet at Birdland	1960
- Illinois Jacquet's Big Band - NY Paramount	1952
- Stan Kenton	1955
- Stan Kenton	1950
- Benny Goodman's Orchestra	1958-1986
- BG - Let's Dance Concert for Public TV	1986
- BG - Swing into Spring Concert for TV	1964
- BG - Waldorf Astoria Hotel - Empire Room	1959
- BG - Newport Jazz Festival	1958
- BG - Be-Bop Orchestra	1948-1949
- Stan Kenton's Progressive Jazz Orchestra	1947-1948
- Sam Donahue	1946
- Bill Finegan's Army Orchestra	1944-1945
- Charlie Barnett	1943
- Woody Herman	1943
- Red Norvo	1941-1943
- Sam Donahue	1940

## Festivales de Jazz, Premios, y Conciertos Específicos
- Inducted into Rugers University Jazz Hall of Fame
- Eddie Bert	Honored at Jazz at the Kennedy Center with Billy Taylor	6 de mayo de 2002
- Eddie Bert.      Honored at Town Hall NYC  16 de mayo de 2002
- Eddie Bert	Hawaiian Jazz Festival	18-22 de julio de 2001
- Eddie Bert	Zurich Switzerland	27 de junio - 1 de julio de 2001
- Monk Tentet Allstars	Tour of Europe	Julio de 2000
- Monk on Monk	.	29 de mayo de 2000
- Bobby Short	Café Carlyle	Mayo-Junio de 2000
- Ken Peplowski	Tour of Japan	Noviembre de 1998
- Monk Tentet Allstars	Tour of Europe	9 de marzo-29 de marzo de 1998
- Bobby Short	at the Café Carlyle	6 de mayo-28 de junio de 1998
- Bobby Short	at the Café Carlyle	2 de diciembre-31 de diciembre de 1997
- Monk on Monk	Tour of Europe and USA	11 de julio-2 de noviembre de 1997
- Duke Ellington Orchestra	Tour of France	October 11-27 de octubre de 1996
- Soloist with Ralph Balze Trio	Tivoli Terrace, Laguna Beach California (Arts Festival)	31 de julio-12 de agosto de 1996
- "Blowing Up a Storm" Concert	Longbeach and Catalina Island California	22-26 de mayo de 1996
- Tour of Spain	Tour of Spain	November 13-24 de noviembre de 1995
- Illinois Jacquet Orchestra	Jazz cruise aboard "The Norway"	28 de octubre -4 de noviembre de 1995
- Soloist with Ralph Balze Trio	Tivoli Terrace, Laguna Beach California (Arts Festival)	26 de julio-12 de agosto de 1995
- West Cost Jazz"	Hilton Hotel Redondo Beach California	October 27-30 de octubre de 1994
- Illinois Jacquet Orchestra	"50 Years of Jazz at the Philharmonic" Carnegie Hall, NYC	27 de septiembre de 1994
- Soloist with Ralph Balze Trio	Tivoli Terrace, Laguna Beach California (Arts Festival)	25 de julio-6 de agosto de 1994
- Featured Soloist "76 Trombone Plus Four"	University of Nevada Las Vegas, Nevada	14 de noviembre de 1993
- Guest Soloist Yardbird Suite	Edmonton, Alberta, Canada	16-18 de octubre de 1992*"Tribute to Thelonious Monk"	Brooklyn Academy of Music Brooklyn, NY	4 de abril de 1992
- "Memories of Benny"- Walt Levinsky's Orchestra	Japanese High Definition T.V.	31 de enero de 1992
- Stan Kenton's 50th Anniversary	"Back to Balboa" concert in Balboa California	30 de mayo-2 de julio de 1991
- Mingus "Epitath" Gunther Schuller - Conductor	European Tour	20 de octubre-10 de noviembre de 1991
- Mingus "Epitath" Gunther Schuller - Conductor	Tanglewood - Chicago Jazz Festival	1990
- Mingus "Epitath" Gunther Schuller - Conductor	Avery Fisher Hall NYC (recorded)	3 de junio de 1989
- Honored by the New York Brass Conference	Hotel Roosevelt, NYC	abril de 1990
- Listed in	Marquis' "Who's Who in Entertainment"	1989/1990 Edition
- Gene Harris - Philip Morris Superband	Tour of Five Continents	Septiembre-Diciembre 1989
- Walt Levinsky's Great American Swing Band	Tour of Japan (specifically Yokohama)	1989
- Walt Levinsky's Great American Swing Band	Tour of Japan	1988
- Guest Conductor and Soloist	Venezuela Jazz Festival Caracas, Venezuela	1987
- Tour of Italy	Tour of Italy	Octubde de 1987
- Tour of Holland	Tour of Holland	Junio 1987
- Echoes de Be-Bop	Tour of Spain	Noviembre de 1986
- Kool Jazz Festival	Carnegie Hall	1984
- Kool Jazz Festival	Carnegie Hall	1983
- Orlando Jazz Festival	Orlando Florida	Agosto de 1982
- Kool Jazz Festival	Carnegie Hall	1982
- Dick Gibbson's Jazz Party	Denver Colorado	1981
- Kool Jazz Festival	Carnegie Hall	1981
- Orlando Jazz Festival	Orlando Florida	Octubre de 1981
- Kool Jazz Festival	Carnegie Hall	1980
- Dick Gibbson's Jazz Party	Denver Colorado	1979
- Music of Louis Armstrong"	State Department Tour of USSR	1975
- Guest Conductor and Soloist	Venezuela Jazz Festival Caracas, Venezuela	1964
- Guest Conductor and Soloist	Venezuela Jazz Festival Caracas, Venezuela	1957
- Musician of the Year	Metronome Magazine	1955
- Grammy Award for Musician of the Year 	1955

## Shows de Broadway
- Uptown It's Hot	1986
- Human Comedy	1984-1985
- Ain't Misbehavin'	1978-1982
- Pippin	1972-1977
- Golden Rainbow	1968
- Apple Tree	1965
- Golden Boy	1964
- Here's Love	1963
- How to Succeed in Business	1961
- Bye Bye Birdie	1960

## Educación
- Licenciatura en Música, Masterado en Música en Manhattan School of Music	1957
- Licenciatura en Enseñanza - Manhattan School of Music	1957

## Enseñanza
- Associate Professor at Western Connecticut State University	1996
- Associate Professor at University of Bridgeport	1984-1986
- Associate Professor at Essex College	1981-1982

## Cine
- School Daze - Spike Lee	1987
- The French Connection	?
- Jam Session with Charlie Barnett	1943

## Fotógrafo
- Jazz Giants - K Abe
- To Bird with Love - Chan Parker and F. Pandras
- The Band that Never Was Spotlight Records Album Cover and Liner notes

## Discografía - Destacado (breve) Eddie Bert está en cientos de álbumes
- Red Norvo: Nuances By Norvo (Hep Records, 1938–42)
- Stan Kenton: 1947 (Classics)
- Chico O´Farrill: Cuban Blues: The Chico O´Farrill Sessions (Verve, 1950–54)
- Charles Mingus: Mingus at the Bohemia (Debut, 1955)
- Charles Mingus: The Charles Mingus Quintet & Max Roach (Debut, OJC, 1955)
- Frank Socolow: Sounds by Socolow (Bethlehem, 1956)
- Metronome All-Stars 1956: Verve MGV 8030
- J. J. Johnson: Jay And Kai + 6/J J in Person (Collectables, 1956–58)
- Chris Connor: Sings The George Gershwin Almanac Of Song (Atlantic, 1957) with Al Cohn, Herbie Mann, Milt Jackson, Milt Hinton, Oscar Pettiford, Hank Jones, Osie Johnson
- Michel Legrand: Legrand Jazz (Philips, 1958)
- Thelonious Monk: At Town Hall ( OJC, 1959)
- Charles Mingus: Pre Bird (Mercury/Verve, 1960)
- Nat Pierce: The Ballad Of Jazz Street (Hep 1969)
- Kenny Burrell: Bluesin' Around (Columbia, 1962 [1983])
- Charles Mingus: The Complete Town Hall Concert (Blue Note, 1962)
- Thelonious Monk: Big Band and Quartet in Concert (Columbia, 1963)
- Stan Getz: Mickey One (Verve, 1965) with the Eddie Sauter Orchestra
- Charles Mingus: Charles Mingus and Friends in Concert (Columbia, 1972)
- Eddie Bert: Walk on the Roots (Mothlight, 1985-'89)
- Gene Harris: Live at Town Hall (Concord, 1989)
- Loren Schoenberg: Out of this World (TBC 1997)
- Larry Gillespie and the Manhattan Jazz Orchestra: Contour (Blue Lion Music, 1998)
- Ken Peplowski: The Last Swing of the Century (Concord, 1998)